# Тібор Паланкаї
Тібор Паланкаї (угор. Palánkai Tibor, народився 1 березня 1938 року) — угорський економіст, професор, член Угорської академії наук.
Дослідник інтеграції європейської та регіональної економіки та міжнародного поділу праці. З 1977 по 1983 рік був проректором Університету Економічний Наук імені Карла Маркса, з 1997 по 2000 рік був ректором цього ж університету. З 2001 року член Європейського Університетської ради (від Комісії ЄС).
Спеціаліст Комісії ЄС, бере участь у різних програмах ЄС.

## Біографія
Народився 1 березня 1938 року в селі Якабсаллаш. Отримав освіту в Університеті Економічних Наук імені Карла Маркса, який у подальшому став основним місцем роботи. З 1977 по 1983 Паланкаї був проректором університету з досліджень і міжнародних відносин, з 1983 по 1995 — головою департаменту світової економіки, з липня 1997 по лютий 2000 — ректором університету.
У 1982 році Паланкаї став професором, в 1994 році — професором Jean Monnet, а в 2007 році — Jean Monnet Professor ad Personam. З 2008 року Паланкаї є емеритом. У 1995 році став членом-кореспондентом Угорської академії наук, а в 2004 році — академіком.
Був у раді директорів різних компаній, займав позиції в державних і міжнародних агентствах.

## Діяльність
Область його досліджень — світова економіка, процес міжнародної інтеграції та економіки, теорія інтеграції, глобальна і європейська інтеграція. Автор і співавтор понад 500 публікацій, включаючи 10 книг.

## Нагороди
Власник кількох нагород:
- 1994 — приз угорської академії наук;
- 1998 — орден заслуг, премія імені Deak Ferenc;
- 2008 — Премія імені. Кауц Дьюло (Kautz Gyula);
- 2009 — премія Сечені;
- 2010 — Почесний доктор Університету Паннонії (Веспрем), Jean Monnet Prize.